# Degradazione meteorica

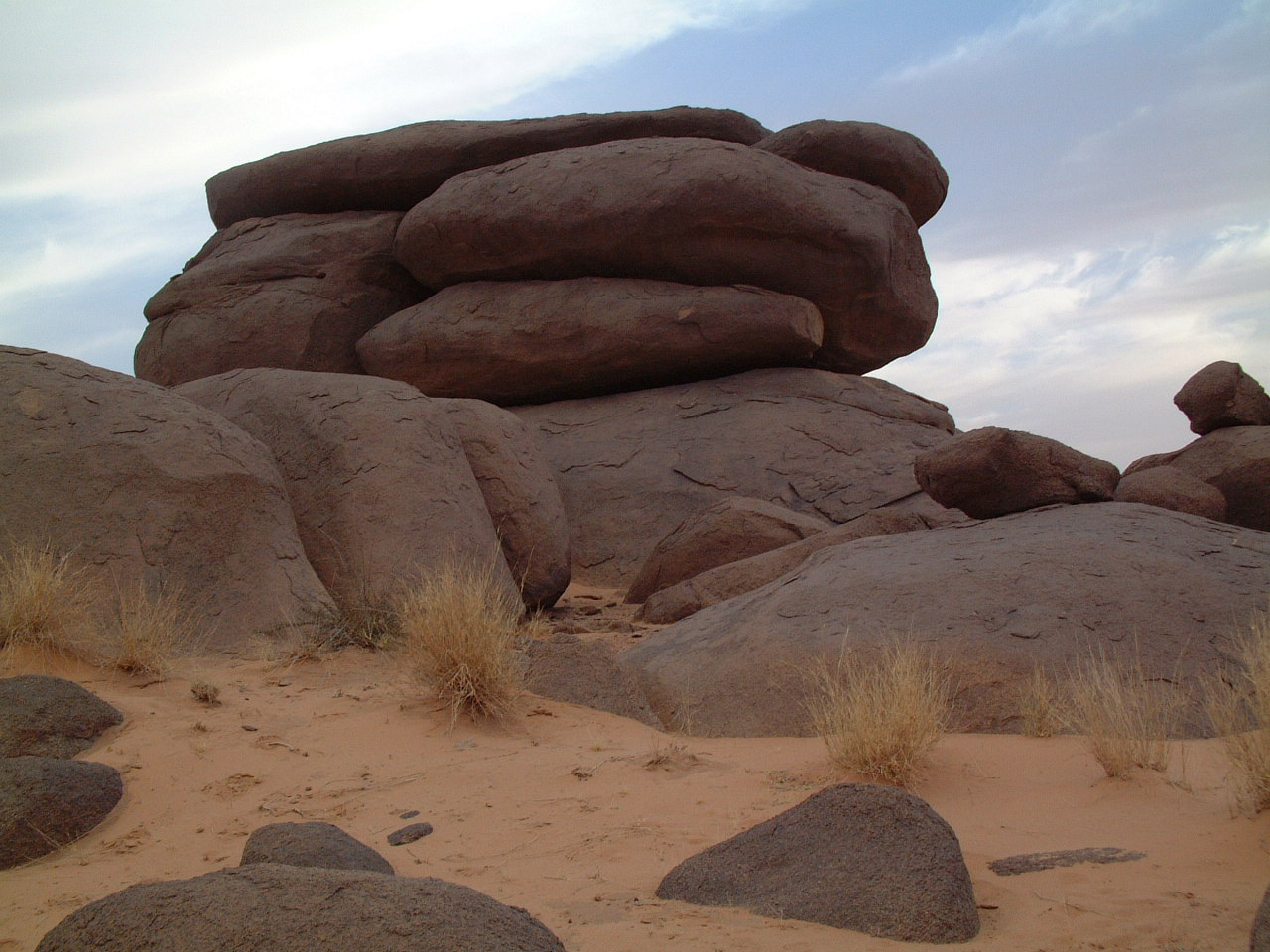
Tipico aspetto di rocce alterate in ambiente desertico

La degradazione meteorica (o meteorizzazione) è il processo di disintegrazione e alterazione delle rocce e dei minerali affioranti sulla superficie terrestre, attraverso il contatto diretto o indiretto con gli agenti atmosferici. Rappresenta il primo stadio del processo sedimentario, al cui termine si ha la formazione di una nuova roccia sedimentaria. Il termine indica un fenomeno che avviene in situ o 'senza movimento', quindi da non confondere con l'erosione, che invece è dovuta a movimenti e disintegrazione di rocce e minerali per effetto del movimento di acqua, vento, ghiaccio e della forza di gravità.

## I due processi della degradazione meteorica
La degradazione meteorica avviene con due differenti processi che possono agire insieme o separatamente: 
- il primo è di tipo meccanico o fisico: è la disgregazione. Le rocce e il suolo vengono ridotte in frammenti di varie dimensioni attraverso il contatto diretto con l'atmosfera, la dilatazione termica, l'acqua, il ghiaccio e le variazioni di pressione;
- il secondo è di tipo chimico: è l'alterazione. Avviene attraverso l'aggressione chimica e/o biologica di rocce e suolo, che ne facilitano da una parte la lisciviazione, ovvero l'asportazione in soluzione acquosa di ioni e molecole, e dall'altra l'arricchimento in materiali insolubili.

I prodotti generati dalla frantumazione e dall'alterazione chimica che restano in situ, chiamati regolite, si combinano con il materiale organico dando origine al suolo. 

## Disgregazione meccanica
I fattori che contribuiscono alla disgregazione meccanica delle rocce sono essenzialmente fisici: la temperatura, le variazioni di stato dell'acqua e la precipitazione dei soluti in essa contenuti. Il risultato è la disarticolazione in frammenti o clasti delle rocce. La disgregazione meccanica spesso si alterna in sequenza con l'alterazione chimica, questo perché la frantumazione incrementa la superficie esposta all'azione chimica e nel contempo l'azione chimica sui frammenti è in grado di accelerare il processo di disintegrazione meccanica.

### Termoclastismo
Il termoclastismo avviene in aree a elevata escursione termica, come nei deserti. La temperatura delle rocce durante il giorno può superare anche i 50 °C, mentre si abbassa a pochi gradi sopra lo zero durante la notte. Durante il giorno la roccia scaldandosi si dilata, mentre durante la notte si contrae. La sollecitazione si manifesta comunque solo negli strati più esterni. Anche se questo processo è regolato dalla temperatura, la disarticolazione per espansione termica non può avvenire senza la presenza di un sufficiente grado di umidità, con la condensazione notturna del vapore per l'abbassamento termico. Secondo esperimenti condotti in laboratorio, l'alternanza ciclica di inumidimenti ed essiccamenti della roccia dovuta agli sbalzi di temperatura sarebbe la causa della sua disgregazione. Infatti la pressione di cristallizzazione delle piccolissime quantità di soluti e quella dell'acqua che resta intrappolata tra i granuli durante l'essiccamento e la contemporanea dilatazione termica di granuli e cristalli allontanano tra loro i granuli sufficientemente per separarli fisicamente l'uno dall'altro.
Il termoclasticismo riduce le rocce a grana grossolana o disomogenea o di composizione mineralogica eterogenea in piccoli frammenti e grossi massi più o meno arrotondati. Per effetto del termoclastismo le rocce granitoidi spesso si sfarinano diventando una sabbia arcosica.
Le rocce che presentano discontinuità planari (foliazione metamorfica, stratificazione, laminazione) o sono a grana fine e uniforme o hanno un minerale prevalente possono sviluppare il fenomeno della esfoliazione o desquamazione, ossia il distacco delle parti più superficiali della roccia in forma di foglietti e scaglie (spessore da pochi millimetri ad alcuni metri) lungo piani circa paralleli alla superficie. Quando questo fenomeno interessa dei massi o dei ciottoli di grandi dimensioni, i foglietti si sviluppano in strutture concentriche che ricordano le squame delle cipolle così per essi si usa il termine di desquamazione cipollare.

### Il ciclo gelo-disgelo o crioclastismo

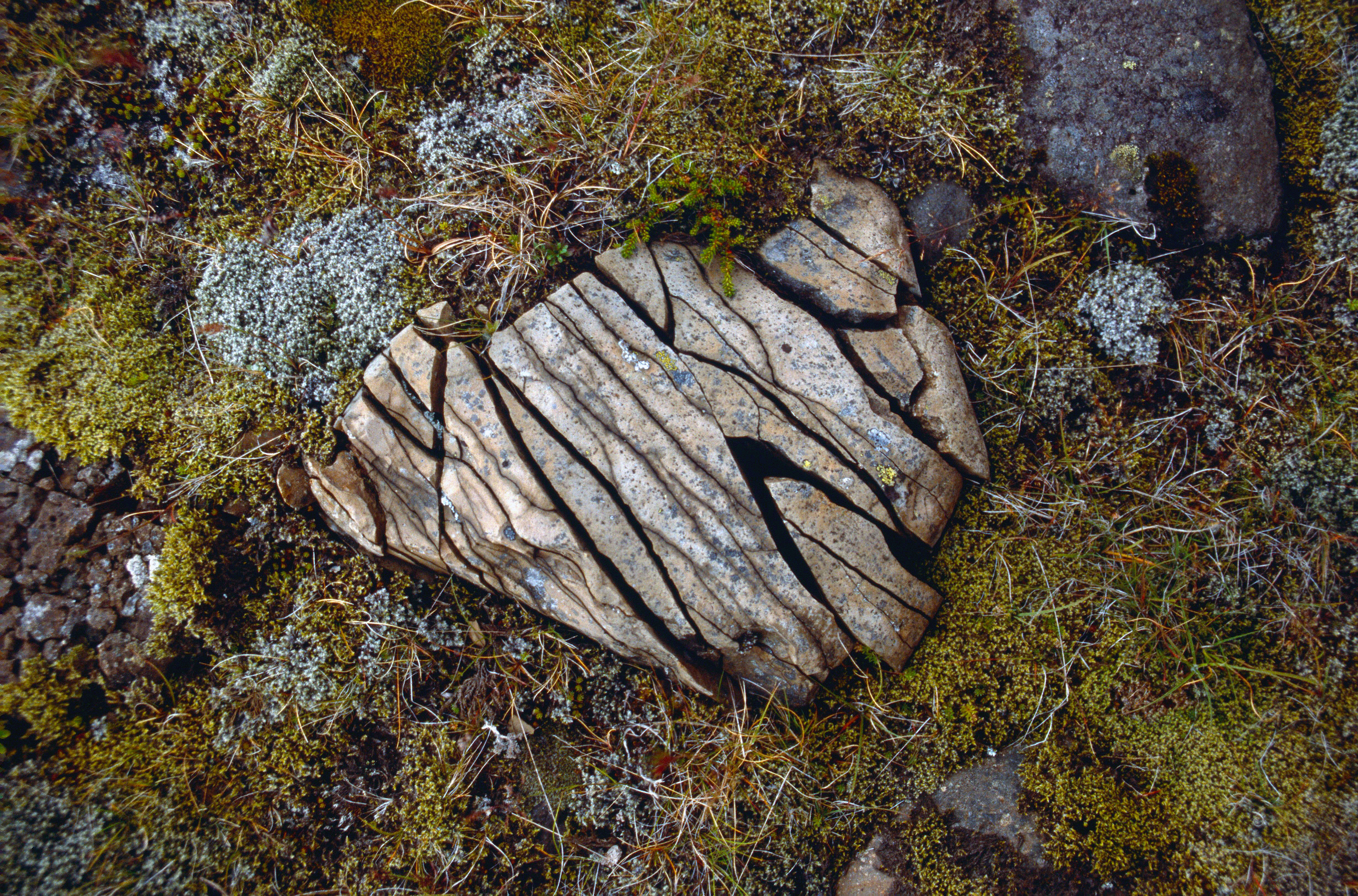
Una roccia nel sud dell'Islanda frammentata a causa del ciclo disgelo-congelamento

Il ciclo gelo-disgelo, che può avvenire anche con una ritmicità diurna-notturna, conosciuto anche come crescita dei cristalli di ghiaccio o ghiaccio incuneato, avviene quando l'acqua si insinua nelle fessure aperte nelle rocce, quindi congela espandendo il suo volume. L'espansione può esercitare una pressione fino a 21 MPa. Questa pressione è spesso maggiore della resistenza di molte rocce causandone la conseguente rottura. Questo ciclo avviene soprattutto in presenza di elevata umidità e frequenti escursioni termiche sopra e sotto zero. Quando l'acqua congela in una fessura, il ghiaccio dilatandosi deforma il punto di giunzione aumentando di fatto la dimensione della frattura, fino a renderla definitiva, con la completa rottura. Questo processo avviene in quanto il volume dell'acqua ghiacciata è maggiore del 9% rispetto al volume dell'acqua a temperatura ambiente. Quando il ghiaccio si scioglie, l'acqua può ulteriormente penetrare nella roccia. Poi, quando la temperatura va nuovamente sottozero l'acqua congela di nuovo causando un ulteriore allargamento della frattura.
Cicli ripetuti di gelo - disgelo indeboliscono la roccia, fino al punto di disgregarla in diversi frammenti chiamati clasti che si accumulano sui pendii o occupano interi versanti sotto forma di detrito di falda. I frammenti di queste rocce si disgregano sempre di più in funzione della loro struttura interna. Possono anche formarsi cristalli di ghiaccio in rocce porose. Questi cristalli crescono attirando l'acqua dai pori circostanti. Il ghiaccio crescendo indebolisce la roccia, che finalmente si frantuma. Il gesso, per esempio è una roccia porosa suscettibile all'azione del crioclastismo.
Il gelo-disgelo agisce anche su suoli interessati dal permafrost, con la formazione dei cosiddetti cunei di ghiaccio: sono delle lamine di ghiaccio spesse 1-2 m che penetrano nel terreno fino a 10 m. All’origine di tutto c’è la contrazione di volume che gli strati superficiali subiscono per l’abbassamento di temperatura invernale. Nel suolo si aprono delle fessure dove, nei brevi periodi di scongelamento, penetra dell’acqua liquida. Il suo successivo congelamento, a causa dell’aumento di volume del ghiaccio, allarga la fessura; questa, nella successiva stagione estiva, si riempirà nuovamente d’acqua che, congelando di nuovo, la allargherà ancora di più. Nel giro di parecchi anni si arriverà alla formazione dei cunei.
Probabilmente legati alla formazione dei cunei di ghiaccio sono i suoli poligonali, molto diffusi nelle pianure canadesi e siberiane. Le fessure in questi suoli tendono a disegnare un reticolo a poligoni più o meno regolari, ampi da qualche decimetro a molte decine di metri. Caratteristica di questi suoli è la presenza di detriti fini al centro dei poligoni e di detriti più grossolani ai loro margini.

### Rilascio di pressione

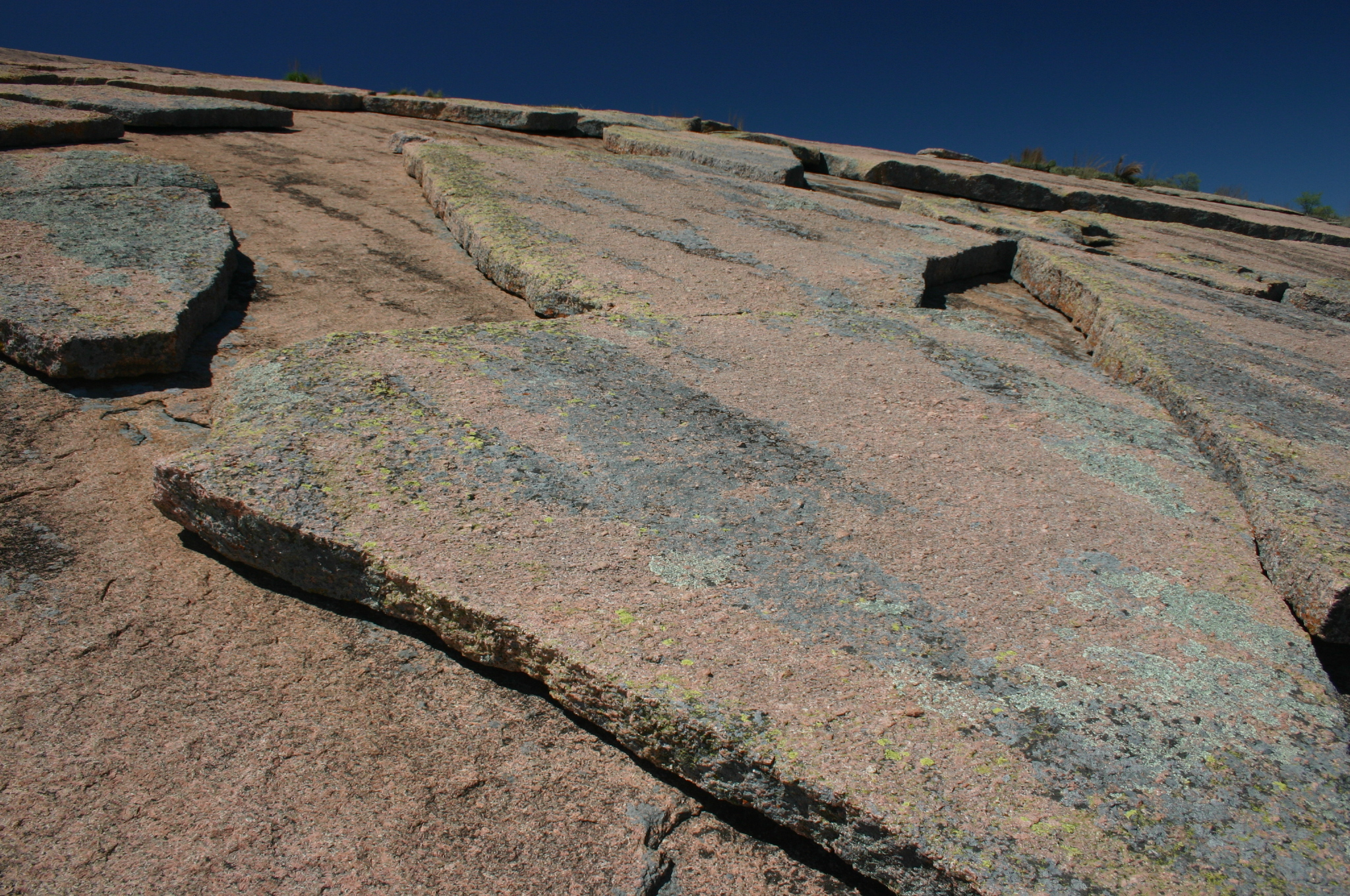
Rilascio di pressione nel granito

Un'altra possibile causa di disgregazione è il rilascio di pressione: quando la massa di materiale (non necessariamente roccioso) che sovrasta una roccia è molto pesante, questa è sottoposta a una pressione elevata, come nel caso di rocce al disotto di grandi ghiacciai. Quando l'erosione o il ritiro del ghiacciaio eliminano questa copertura, il rilascio di pressione tende a far gonfiare la roccia disarticolandola e può anche provocare azioni di esfoliazione.
Le rocce ignee intrusive, per esempio il granito, si formano nella profondità della crosta. Sono sottoposte a una fortissima pressione litostatica a causa del peso del materiale sovrastante. Quando l'erosione rimuove tale materiale, la pressione diminuisce e le rocce possono venire alla luce. In seguito alla diminuzione della pressione, la parte esterna di tali rocce tende quindi a espandersi. L'espansione provoca una tensione che genera delle fratture parallele alla superficie esposta della roccia. Con il tempo, veri e propri 'fogli' di roccia si staccano lungo queste fratture.

### Azione idraulica
Avviene nel momento in cui l'acqua (generalmente a causa di violente onde) si infiltra rapidamente nelle crepe della roccia, intrappolando uno strato d'aria nella parte inferiore, comprimendola e indebolendo la roccia. Quando l'acqua si ritrae, l'aria intrappolata viene improvvisamente rilasciata con forza esplosiva. Questa azione indebolisce la roccia allargando la stessa frattura, il processo aumenta sempre più, consentendo a una maggior quantità d'aria di penetrare durante l'onda successiva. È uno dei meccanismi che agiscono sulla disgregazione delle scogliere marine.

### La cristallizzazione del sale o aloclastismo
La cristallizzazione produce la disintegrazione delle rocce nel momento in cui una soluzione salina si infiltra nelle fratture ed evapora, lasciando all'interno cristalli di sale. Questi all'aumentare della temperatura, esercitano una pressione sulla roccia limitrofa.
La cristallizzazione del sale può aver luogo quando una soluzione decompone le rocce, per esempio, calcare e gesso, per formare una soluzione di solfato di sodio o carbonato di sodio, che successivamente evapora dando luogo alla formazione dei rispettivi cristalli. 
I sali che hanno un efficace effetto nel disintegrare le rocce sono: il solfato di sodio, il solfato di magnesio, e il cloruro di calcio. Alcuni di questi sono in grado di dilatare il proprio volume anche di tre volte.
L'aloclastismo è un processo che agisce soprattutto sui litorali rocciosi per opera degli spruzzi delle onde e nelle zone aride quando evaporano la falda acquifera vicino alla superficie o gli specchi d'acqua formatisi in occasione delle rare piogge.

### L'azione dagli organismi viventi

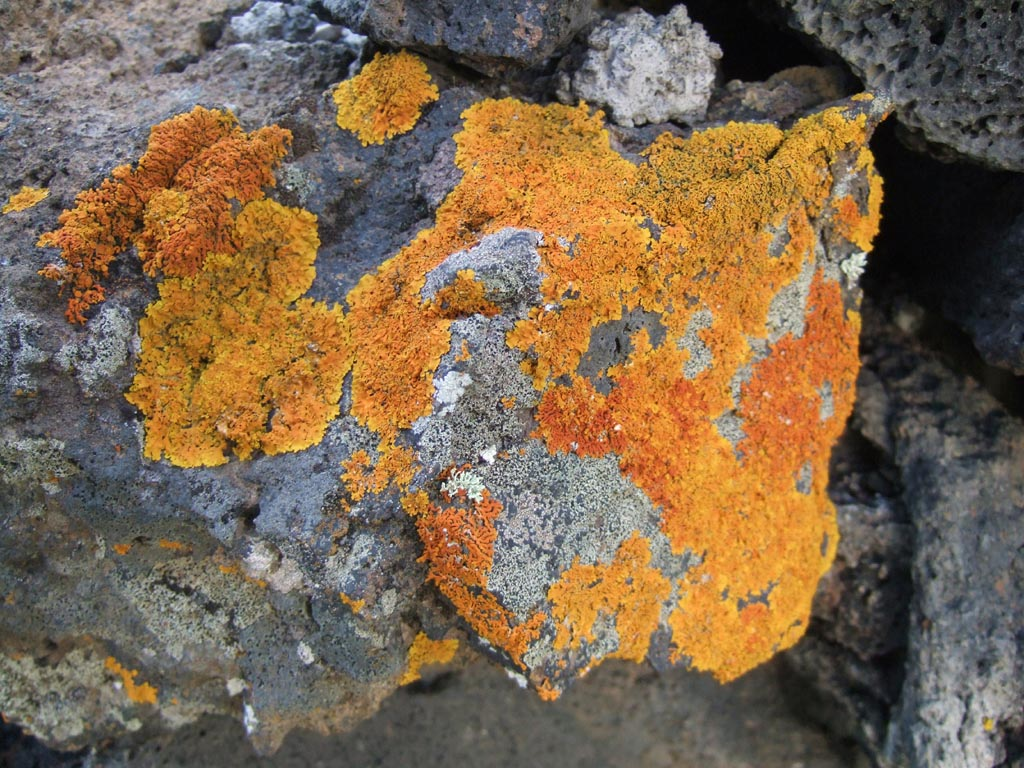
Azione biologica dei licheni su lava. La Palma

Anche gli organismi viventi possono contribuire alla disgregazione meccanica delle rocce. I licheni e i muschi crescono essenzialmente sulla superficie delle rocce, creando un microambiente chimicamente più umido. L'aderenza di tali organismi alle rocce, intensifica sia l'azione fisica sia chimica, creando delle microfratture nella loro struttura e accelerando la velocità di degradazione rispetto alla roccia non ricoperta da licheni. Su larga scala il germogliare dei semi e la crescita nelle microfratture di piccole radici esercitano una pressione fisica e creano una via di scorrimento per successive infiltrazioni di soluzioni chimiche e di acqua.
I buchi scavati dagli animali (soprattutto invertebrati) disturbano lo strato di terra adiacente alla superficie della roccia, incrementando l'azione dell'acqua e degli acidi, ed esponendola a un processo di ossidazione.
Un altro esempio ben conosciuto di disgregazione causata all'azione degli animali è dovuto alle foladi, una specie di molluschi bivalvi. Questi animali sono in grado di 'perforare' le rocce carbonatiche, come avviene nelle scogliere calcaree di Capo Flamborough, nello Yorkshire; questi fori rappresentano un'ulteriore minaccia all'integrità delle scogliere.

## Alterazione chimica
Le rocce ignee e metamorfiche sono costituite da minerali formatisi da reazioni chimicamente stabili entro determinati campi di valori di temperatura, pressione e di composizione chimica dei fluidi associati; le stesse considerazioni sono applicabili ai minerali che precipitando formano il cemento delle rocce sedimentarie solidificate. L'affioramento di queste rocce sulla superficie terrestre di conseguenza le sottopone a una condizione di disequilibrio chimico-fisico, nella quale i minerali presenti reagiscono con trasformazioni comunemente definite come alterazioni della roccia.

### Dissoluzione

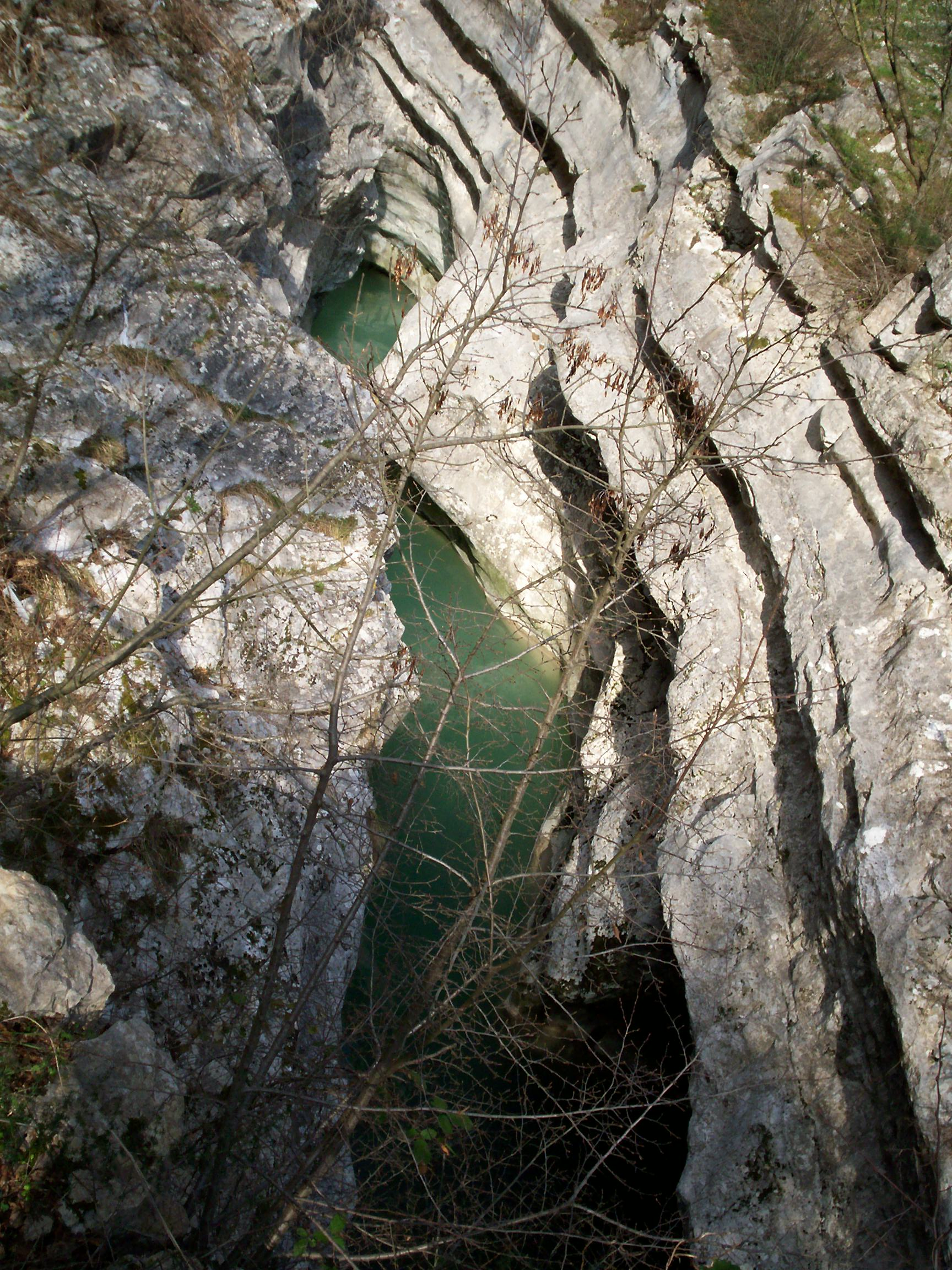
Effetto della dissoluzione chimica su un affioramento di roccia calcarea, accentuata dalla presenza di fratture che hanno guidato lo sviluppo tridimensionale del fenomeno

La dissoluzione è il passaggio in soluzione dei minerali di una roccia o di un suolo. L'acqua da sola è in grado di sciogliere pochissimi minerali molto solubili, come quelli costituenti le evaporiti (gessi, anidriti, salgemma, ecc.). Vi sono tre gas presenti nell'atmosfera che possono contribuire al processo di dissoluzione. Il biossido di zolfo, SO2, prodotto dalle eruzioni vulcaniche o proveniente dai combustibili fossili, è in grado di trasformarsi in acido solforico e, cadendo al suolo sciolto nella pioggia, causare la dissoluzione delle rocce. Attacca, ad esempio, il carbonato di calcio dei calcari, insolubili, trasformandolo in solfato di calcio biidrato, cioè gesso, che è solubile e viene lisciviato. Anche l'azoto atmosferico, trasformandosi in acido nitrico può disciogliere delle rocce. Tuttavia uno dei processi principali di dissoluzione riguarda le rocce carbonatiche. Il diossido di carbonio, contenuto nell'aria o proveniente dai processi di decomposizione delle sostanze organiche, si scioglie facilmente nell'acqua formando acido carbonico (come quello contenuto nelle bevande gassate), che rende l'acqua chimicamente «aggressiva» e ne accresce il potere solvente. L'acido carbonico può reagire con i carbonati di calcari e dolomie, insolubili, trasformandoli in bicarbonati, solubili in acqua e da questa trasportati sotto forma di ioni oppure contribuire all'idrolisi dei silicati (vedi oltre). 
L'acido carbonico è un acido debole che reagisce con il carbonato di calcio per formare uno ione Ca2+ e due ioni HCO−3 in soluzione. Essi non si legano in modo stabile per precipitare il bicarbonato di calcio, a meno che non si abbia un'evaporazione del solvente. 
La reazione è la seguente: 
CO2 + H2O ⇌ H2CO3
Biossido di carbonio + acqua → acido carbonico
H2CO3 + CaCO3 ⇌ Ca2+ + 2HCO−3
Acido carbonico + carbonato di calcio → ione calcio + 2 ioni di acido carbonico

### Idratazione
Alcune rocce sedimentarie, come le argille e le anidriti, sono formate da minerali che hanno la capacità di trattenere l'acqua nel loro reticolo cristallino gonfiandosi. L’aumento di volume e lo stress nella roccia che ne deriva, come nel caso dello sgravio di pressione, facilita la disgregazione della roccia. Nel caso dell'anidrite, questa, acquistando due molecole d'acqua per ogni unità di formula, si trasforma in gesso (CaSO4 + 2H2O ⇌ CaSO4 • 2H2O). L'idratazione è un processo reversibile: l'acqua può evaporare e il minerale ritorna così nelle condizioni iniziali. È quanto avviene continuamente nelle argille: nella stagione delle piogge esse si gonfiano fino a diventare plastiche e in grado di fluire lungo un pendio come una colata di fango. Nei periodi siccitosi, invece, perdono l'acqua intrappolata nel reticolo dei minerali e si contraggono, crepandosi in superficie e indurendosi notevolmente.

### Idrolisi
L'azione più importante l'acqua la svolge sui silicati, che sono i principali costituenti delle rocce, attraverso l'idrolisi. È questo un processo chimico complesso e non ancora del tutto chiarito. L’attacco chimico è svolto dagli ioni idrogeno (H+) e ossidrile (OH–), presenti nell'acqua in piccolissime quantità. I primi si legano ai tetraedri di silicio, sostituendosi ai metalli alcalini (che hanno la stessa carica) a cui questi sono legati e formando così l'acido ortosilicico (H4SiO4), solubile nell'acqua dove facilmente polimerizza in silice colloidale, e altre molecole più complesse; i metalli si legano agli ioni OH– , formando degli idrossidi solubili e insolubili (KOH, NaOH, Ca(OH)2, ecc.). Successivamente una parte dei metalli si ricombina con tutta o parte della silice colloidale per formare i minerali delle argille, mentre la restante parte, reagendo con il diossido di carbonio CO2 o con sostanze organiche o con altri sali presenti nell'acqua, resta in soluzione sotto forma di ioni o colloidi insieme all'eventuale silice colloidale residua. Il processo più conosciuto è quello dell’idrolisi del feldspato potassico, che avviene in due fasi:
| 3KAlSi3O8 + | 2H+ + | 12H2O → | KAl3Si3O10(OH)2 + | 6H4SiO4         | + 2K+ |
| ortoclasio  |       |         | sericite/illite   | silice solubile |       |

| KAl3Si3O10(OH)2 + | 2H+ + | 3H2O → | 3Al2Si2O5(OH)4 |  | + 2K+ |
| sericite/illite   |       |        | caolino        |  |       |

dove sericite e illite sono due minerali delle argille intermedi nel processo di trasformazione del feldspato in caolino, un minerale delle argille di colore bianco.
L'idrolisi è un processo particolarmente efficace dove vi sono abbondanza d’acqua ed elevata temperatura, cioè nelle zone con climi caldo-umidi, mentre si può bloccare completamente o quasi nelle zone aride o a clima freddo. Il processo viene accelerato dalla presenza di vegetazione, di sostanze organiche in decomposizione e di batteri. Specialmente la prima ha una grande importanza, perché, attraverso il processo della respirazione cellulare, le radici delle piante liberano notevoli quantità di biossido di carbonio nell'acqua che circola nel suolo. Nelle regioni equatoriali la ricca vegetazione e il clima caldo-umido spingono il processo fino alla decomposizione dei minerali delle argille, che sono alluminosilicati: si liberano acido silicico, che viene asportato dall'acqua, e allumina (Al2O3) che, essendo insolubile, si concentra in superficie formando una crosta spessa e indurita (laterite) assieme a ossidi e idrossidi di ferro e manganese. 
La resistenza dei silicati agli attacchi chimici è inversa al loro ordine di cristallizzazione nelle rocce ignee: infatti i minerali che si idrolizzano più facilmente sono quelli nella parte alta della serie di reazioni di Bowen, vale a dire olivina, pirosseni, anfiboli e plagioclasi calcici, mentre il quarzo, l’ultimo della serie a cristallizzare, è chimicamente quasi inattaccabile.
| REAGENTI                     | REAGENTI       | PRODOTTI                               | PRODOTTI                                                                 |
| Minerali                     | Altri reagenti | Fillosilicati o minerali delle argille | Altri prodotti                                                           |
| ---------------------------- | -------------- | -------------------------------------- | ------------------------------------------------------------------------ |
| Feldspato potassico          | H2O, H+        | Illite, sericite (muscovite)           | silice disciolta, ioni K+                                                |
| Feldspato sodico             | H2O, H+        | Montmorillonite sodica                 | silice disciolta, ioni Na+                                               |
| Feldspato calcico            | H2O, H+        | Montmorillonite calcica                | silice disciolta, ioni Ca++                                              |
| Pirosseni, anfiboli, biotite | H2O, H+        | Montmorillonite sodico-calcica         | silice disciolta, ioni Ca++, Na+, Mg++ + idrossido ferrico (precipitato) |
| Olivina                      | H2O, H+        | serpentino (antigorite + crisotilo)    | ioni Mg++, idrossido ferrico (precipitato)                               |

### Ossidazione
L'ossigeno, contenuto nell'aria o disciolto nell'acqua, provoca l'ossidazione nelle rocce, soprattutto dei silicati ricchi di ferro, alluminio e manganese. L’ossigeno si lega a questi metalli formando ossidi (ad es. l'ematite Fe2O3 e la pirolusite MnO2) o, assieme al vapore acqueo, miscele più o meno complesse di ossidi e idrossidi (ad es. la limonite e la goethite per il ferro e la bauxite per l’alluminio). I prodotti dell'ossidazione formano sul suolo e sulle rocce delle patine o croste di alterazione dai forti colori (rosso, giallo, bruno, nero). L’ossigeno sottrae elettroni ai metalli e l'eccesso di cariche positive che si viene a creare viene controbilanciato con l'espulsione dalla roccia di cationi. Per questo motivo l'ossidazione favorisce il processo di lisciviazione (rimozione dei soluti per opera dell'acqua circolante nella roccia).

### Biologica

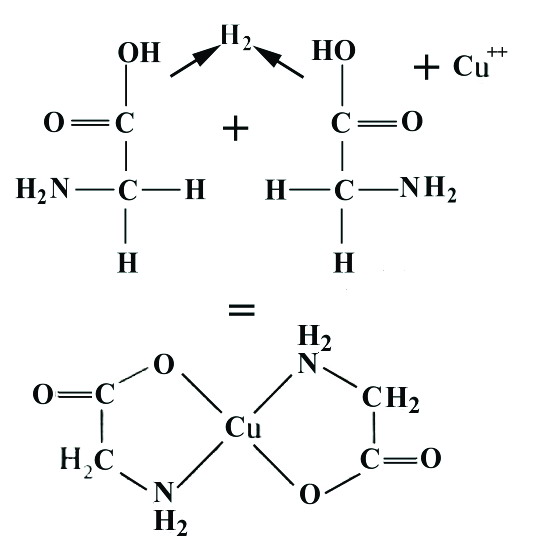
Chelazione di uno ione cuprico per opera di due molecole di glicina (un amminoacido) con la perdita di una molecola di idrogeno

Alcune piante e animali sono in grado di generare una disgregazione chimica attraverso la produzione di composti acidi.
La forma più conosciuta di tale processo avviene mediante la produzione da parte delle piante di composti chelanti e altre molecole acidificanti in grado di separare chimicamente nel suolo sottostante i composti contenenti l'alluminio, il ferro e altri metalli, rendendo più facile il loro dilavamento in occasione di piogge. Anche i prodotti della decomposizione batterica sui resti delle piante morte può portare alla formazione di acidi organici che, sciogliendosi nell'acqua, favoriscono poi il processo dissolutivo. Produzioni elevate di elementi chelanti possono facilmente intaccare le rocce e il suolo e portare a una podsolizzazione dei terreni.
Anche l'associazione simbiotica dei funghi con il sistema radicale degli alberi (micorriza) rilascia nutrienti inorganici estratti da minerali come l'apatite o la biotite e li trasferisce alle piante, contribuendo alla loro nutrizione.
Anche le comunità batteriche hanno un impatto sulla stabilità dei minerali portando al rilascio di nutrienti inorganici. Molte specie di batteri di diversi generi sono in grado di colonizzare superfici minerali e per alcuni di essi è stato dimostrato un effetto di promozione della crescita delle piante. I meccanismi che si ipotizza vengano utilizzati da questi batteri includono reazioni di ossidoriduzione e di dissoluzione, accanto alla produzione di agenti meteorizzanti come acidi organici, inorganici e molecole chelanti.